# Kitabythere
Kitabythere is een geslacht van kreeftachtigen uit de klasse van de Ostracoda (mosselkreeftjes).

## Soorten
- Kitabythere caudata Schornikov & Mikhailova, 1990
- Kitabythere truncata Schornikov & Mikhailova, 1990